# Aubenasson
Aubenasson település Franciaországban, Drôme megyében. Lakosainak száma 76 fő (2022. január 1.). Aubenasson Mirabel-et-Blacons, Piégros-la-Clastre, Saint-Sauveur-en-Diois, Saou és Saillans községekkel határos.

## Népesség
A település népességének változása:
| Lakosok száma | 53   | 38   | 28   | 58   | 67   | 63   | 72   | 77   | 78   | 76   |
|               | 1968 | 1982 | 1990 | 2006 | 2013 | 2015 | 2017 | 2019 | 2020 | 2022 |